# Bereneilanden
De Bereneilanden (Russisch: медвежьи острова; Medvezji ostrova) zijn een groep van zes Russische eilanden voor de noordkust van Jakoetië in de Oost-Siberische Zee voor de monding van de rivier de Kolyma.
Deze eilanden zijn Krestovski (grootste naar oppervlakte), Leontjev, Tsjetyrjochstolbovoj ("4 kolommen"), Poesjkareva, Lysova en Andrejev. De eilanden beslaan in totaal ongeveer 60 km². De steenachtige eilanden zijn bedekt met arctische toendra en op sommige plaatsen licht moerassig, rijzen tot 273 meter hoog (gemiddeld 40 tot 100 meter) en zijn onbewoond.
De eilanden werden ontdekt door de Russische navigator Ferdinand von Wrangel in de eerste helft van de 19e eeuw.